# Mezosom
Mezosom – struktura występująca w błonie komórkowej komórek prokariotycznych, o niepoznanej do końca genezie i ewentualnej funkcji.
Pierwszy raz mezosomy zostały zaobserwowane w latach pięćdziesiątych i od tego czasu uważano je albo za artefakty, będące efektem działań środków chemicznych używanych do utrwalania preparatów do analizy mikroskopowej (wg niektórych badań mezosomy nie występują w organizmach żywych), albo przypisywano im różne funkcje, m.in. udział w podziałach komórkowych lub miejsca przyczepu genoforu, a w XXI w. – funkcję analogiczną do mitochondriów w komórkach eukariotycznych.
Wpuklenia uważane za mezosomy zaobserwowano u bakterii badanych przy użyciu defensyny, chloropromazyny, ryfampicyny oraz antybiotyków. Podobny efekt uzyskano podczas stosowania preparatu Zeylasterone.